# Willy Mertens (cartoonist)

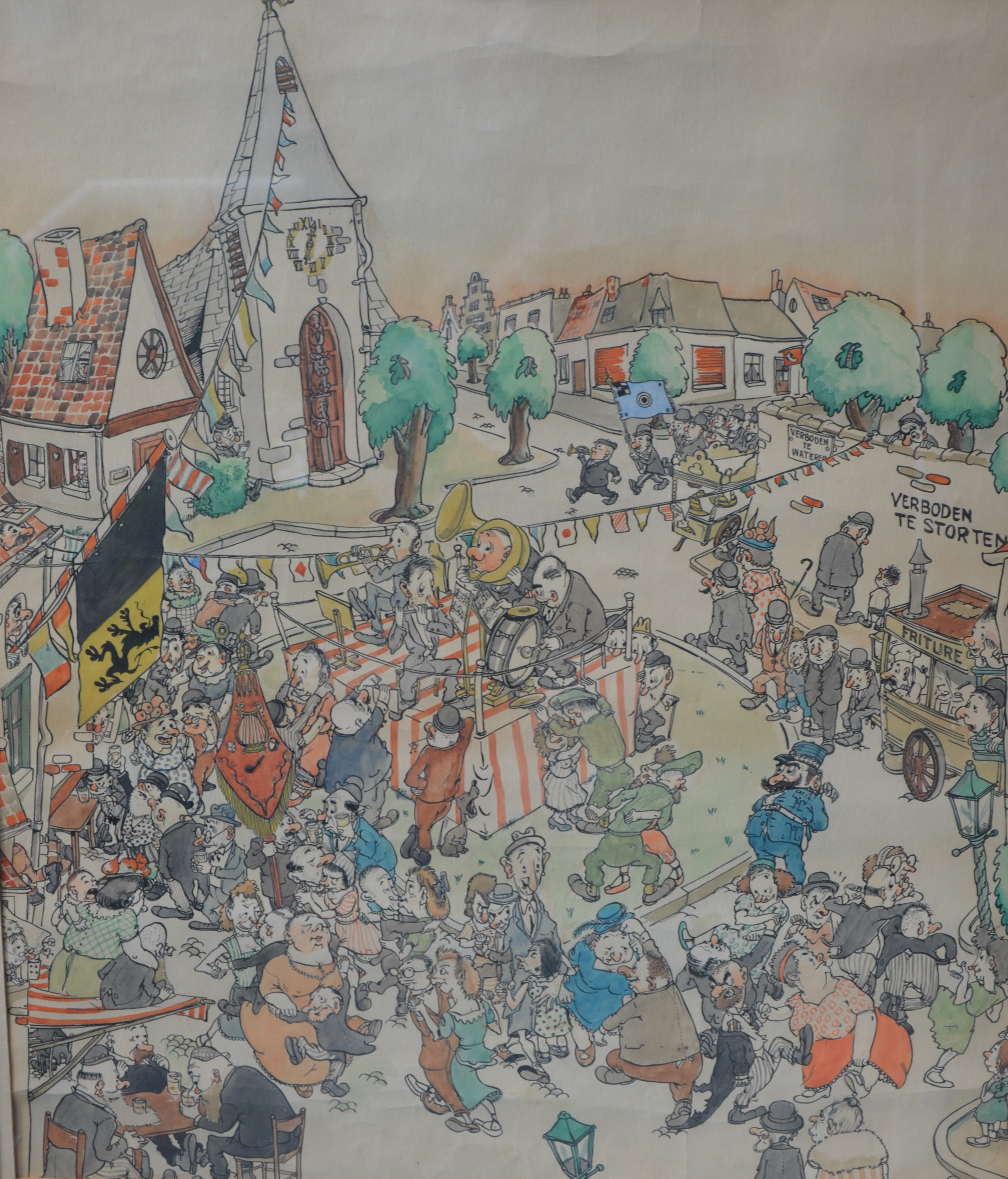
Een zeldzame ingekleurde cartoon van Sinjoorke

Willy Mertens (Berchem, 1920 - 7 december 1957) was een Vlaamse cartoonist.
Hij studeerde aan de Militaire School. In het begin van de Tweede Wereldoorlog werd hij verplicht in Duitsland te werken, en later ook in Oostenrijk. Hier werd hij te werk gesteld in een vliegtuigfabriek. Terug in België studeerde hij aan de Koninklijke Academie voor Schone Kunsten te Antwerpen, waar hij les volgde bij Pol Van Esbroeck. 
Hij huwde een klasgenote (Paula Reynaerts). Hij specialiseerde zich in de karikatuur en werd, na een prijskamp uitgeschreven door het weekblad 't Pallieterke, samen met Jef Nys de eerste medewerker (onder de naam Sinjoorke).
Zijn werken werden vele malen tentoongesteld op het Humorfestival van Heist.